# Takeshi Yamaguchi
Takeshi Yamaguchi (japonés: 山口 剛; 4 de abril de 1989) es un luchador japonés de lucha libre. Compitió en dos campeonatos mundiales. Se clasificó en la octava posición en 2013. Ganó la medalla de bronce en campeonato asiático en el año 2015. Dos veces representó a su país en la Copa del Mundo. En el 2013 consiguió el puesto noveno, y en 2012 el puesto octavo.